# Bischofshofen

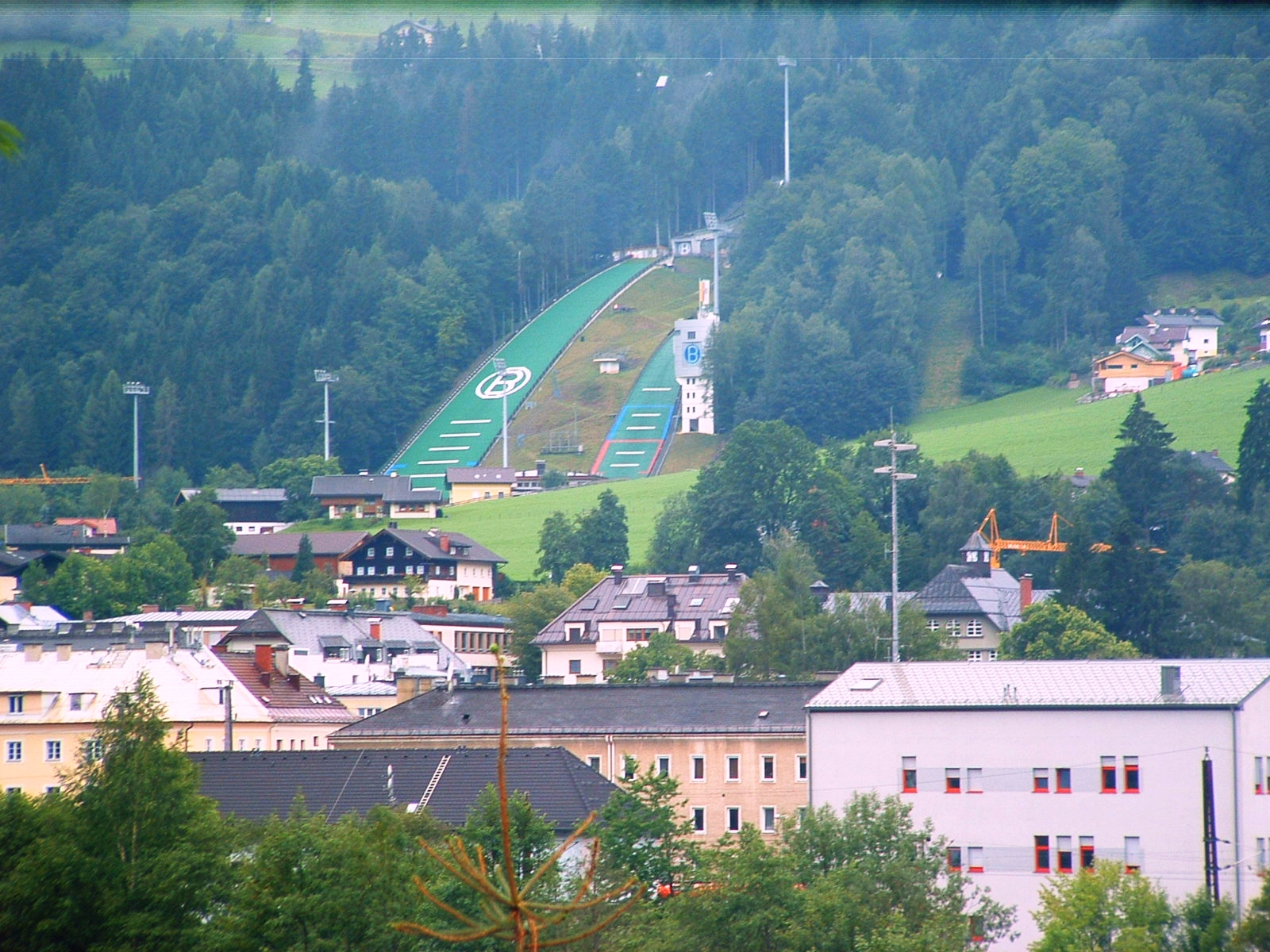
Bischofshofen

Bischofshofen este un oraș în Austria, în Landul Salzburg, situat la circa 50 km sud de orașul Salzburg și la circa 40 km est de stațiunea Zell am See.